# Richard Groner
Richard Groner (* 3. Oktober 1853 in Wien; † 15. Juni 1931 ebenda) war ein österreichischer Lokalhistoriker und Journalist. 

## Leben
Der Beamtensohn trat 1871 in den Dienst der späteren k.k. österreichischen Staatsbahnen, fand aber nebenbei Zeit für journalistische Tätigkeiten beim Familienjournal (ab 1875) und beim Interessanten Blatt (ab 1881). Gemeinsam mit Ludwig Eisenberg gründete er das biographische Jahrbuch Das geistige Wien, das ab 1889 jährlich erschien.
Bekannt wurde er durch sein Wien-Lexikon Wien wie es war, das in erster Auflage 1919 erschien und nur die Zeit bis zum Wiener Kongress behandelte. Die dritte, erweiterte Ausgabe wurde nach Groners Tod von Otto Erich Deutsch ediert (1934); 1966 kam die sechste Auflage heraus. 1974 gab Felix Czeike mit seinen Mitarbeitern das Große Groner Wien Lexikon heraus, das zwar noch Groners Namen im Titel hatte, aber nur in seinem topographischen Teil auf Groners Werk fußte.
Auch Groners Frau Auguste (geborene Kopallik; 1850–1929) war schriftstellerisch tätig.

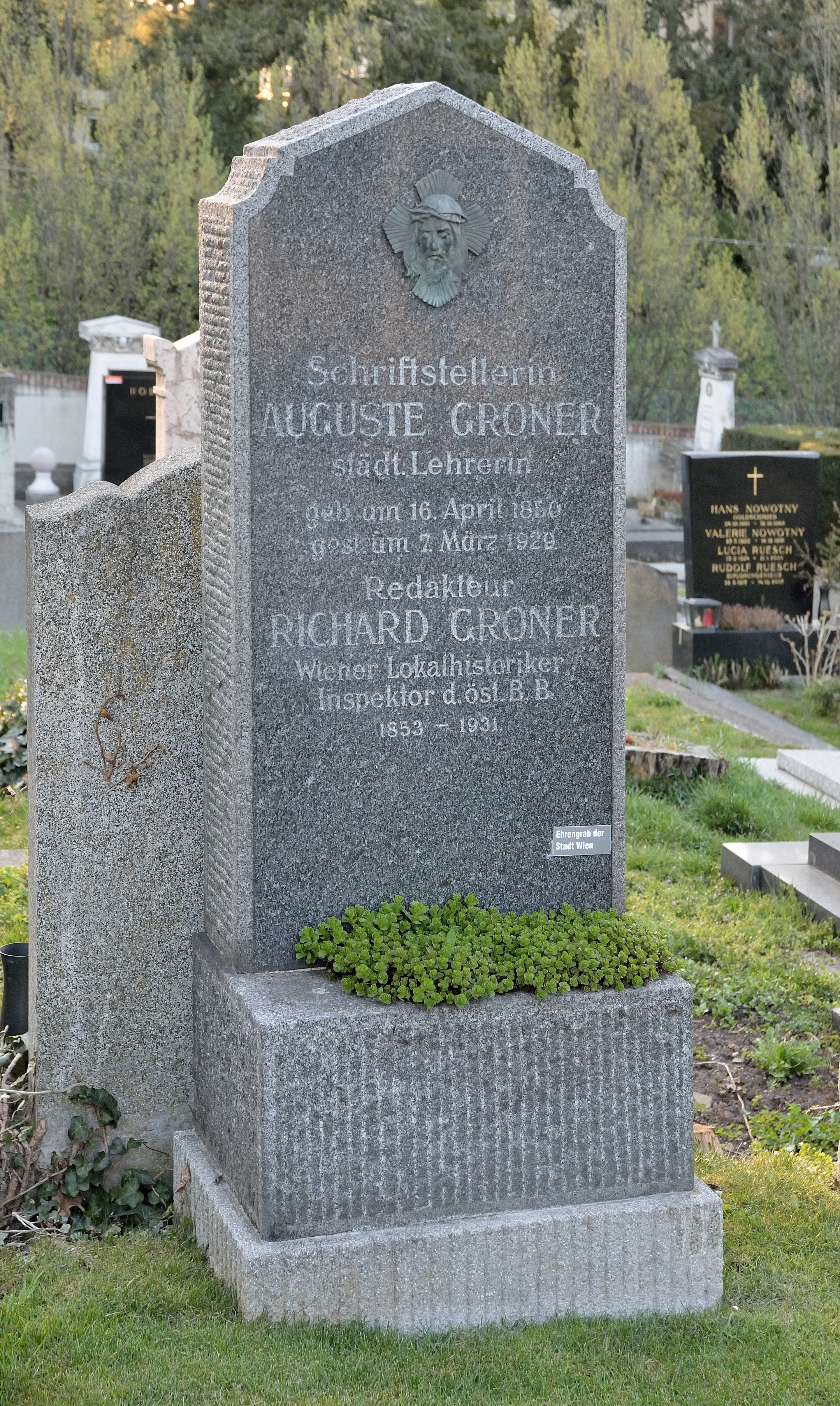
Grabmal am Hietzinger Friedhof

Begraben wurde er in einem ehrenhalber gewidmeten Grab auf dem Hietzinger Friedhof (Gruppe 4, Nummer 88).

## Werk
- teils mit Ludwig Eisenberg: Das geistige Wien. Künstler- und Schriftsteller-Lexikon. Daberkow u. a., Wien 1889–1893, ZDB-ID 1308834-8.[2]
- Wien wie es war. Ein Auskunftsbuch über Alt-Wiener Baulichkeiten, Hausschilder, Plätze und Straßen, sowie über allerlei sonst Wissenswertes aus der Vergangenheit der Stadt. Waldheim-Eberle, Wien 1919.